# Quả địa cầu

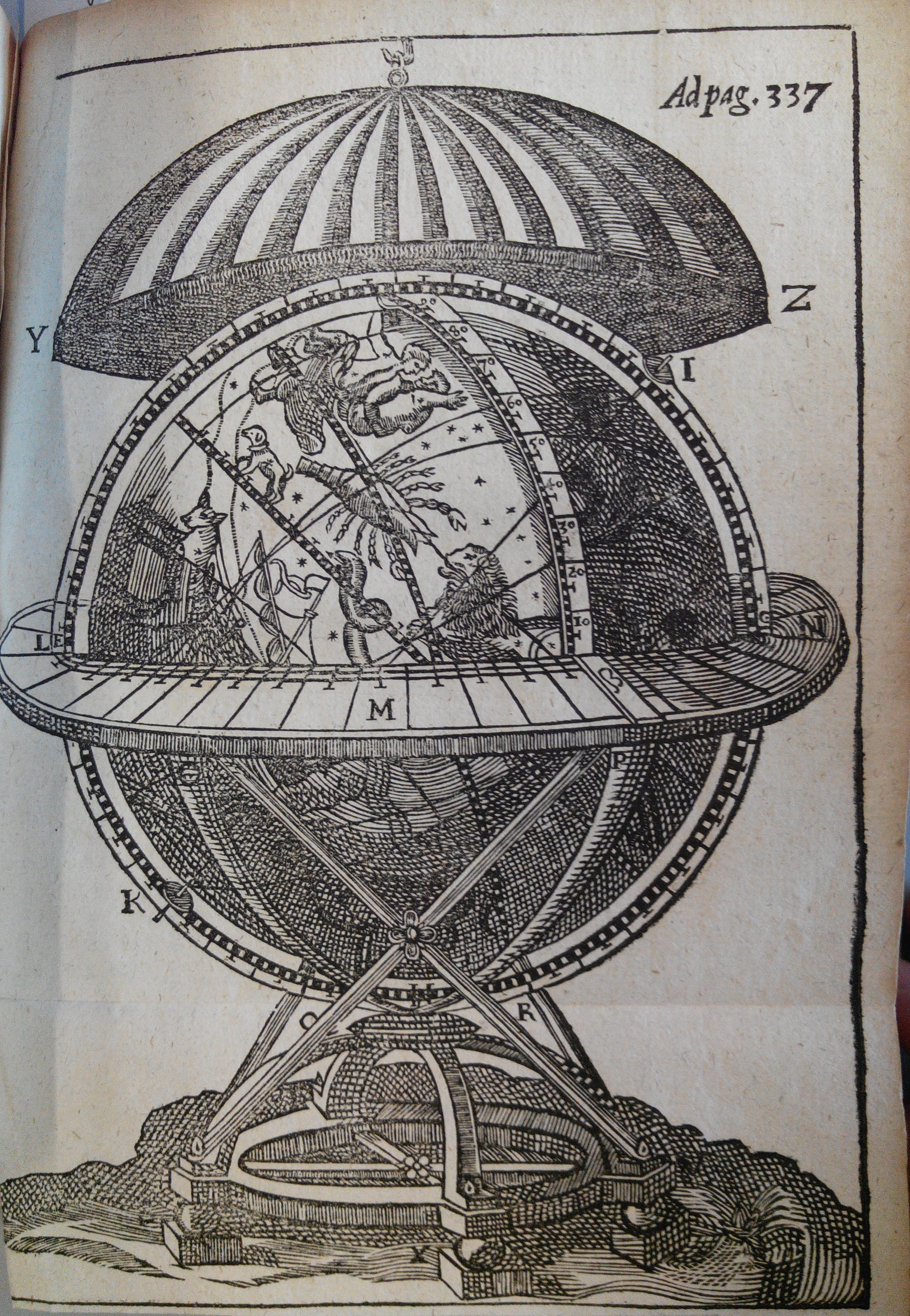
Một quả địa cầu

Quả địa cầu là một mô hình ba chiều mô phỏng Trái Đất (quả địa cầu mặt đất hay quả địa cầu địa lý) hay các thiên thể khác như hành tinh, ngôi sao hay vệ tinh tự nhiên. Thuật ngữ "quả địa cầu" thường dùng cho các mô hình có dạng gần như hình cầu. Một số quả địa cầu mặt đất có thể hiện địa hình trên Trái Đất, chẳng hạn như dãy núi.
Có những quả địa cầu - được gọi là quả địa cầu thiên thể hay quả địa cầu thiên văn - thể hiện thiên cầu, trong đó cho thấy vị trí các ngôi sao và chòm sao trên bầu trời.

## Quả địa cầu mặt đất
Quả địa cầu là sự mô tả duy nhất về Trái Đất mà không bóp méo hình dạng hay kích thước của các đối tượng có kích thước lớn; các bản đồ phẳng (dùng phép chiếu bản đồ) thể hiện một vùng càng rộng lớn thì mức độ bóp méo càng tăng.
Thỉnh thoảng quả địa cầu thể hiện cả địa hình trên bề mặt Trái Đất. Đối với quả địa cầu loại này thì các cao độ trên mặt đất được phóng đại nhằm giúp nhìn dễ hơn. Đa số các quả cầu hiện đại có in vĩ tuyến và kinh tuyến để người xem có thể xác định xấp xỉ tọa độ của một điểm nào đó.

## Quả địa cầu thiên thể

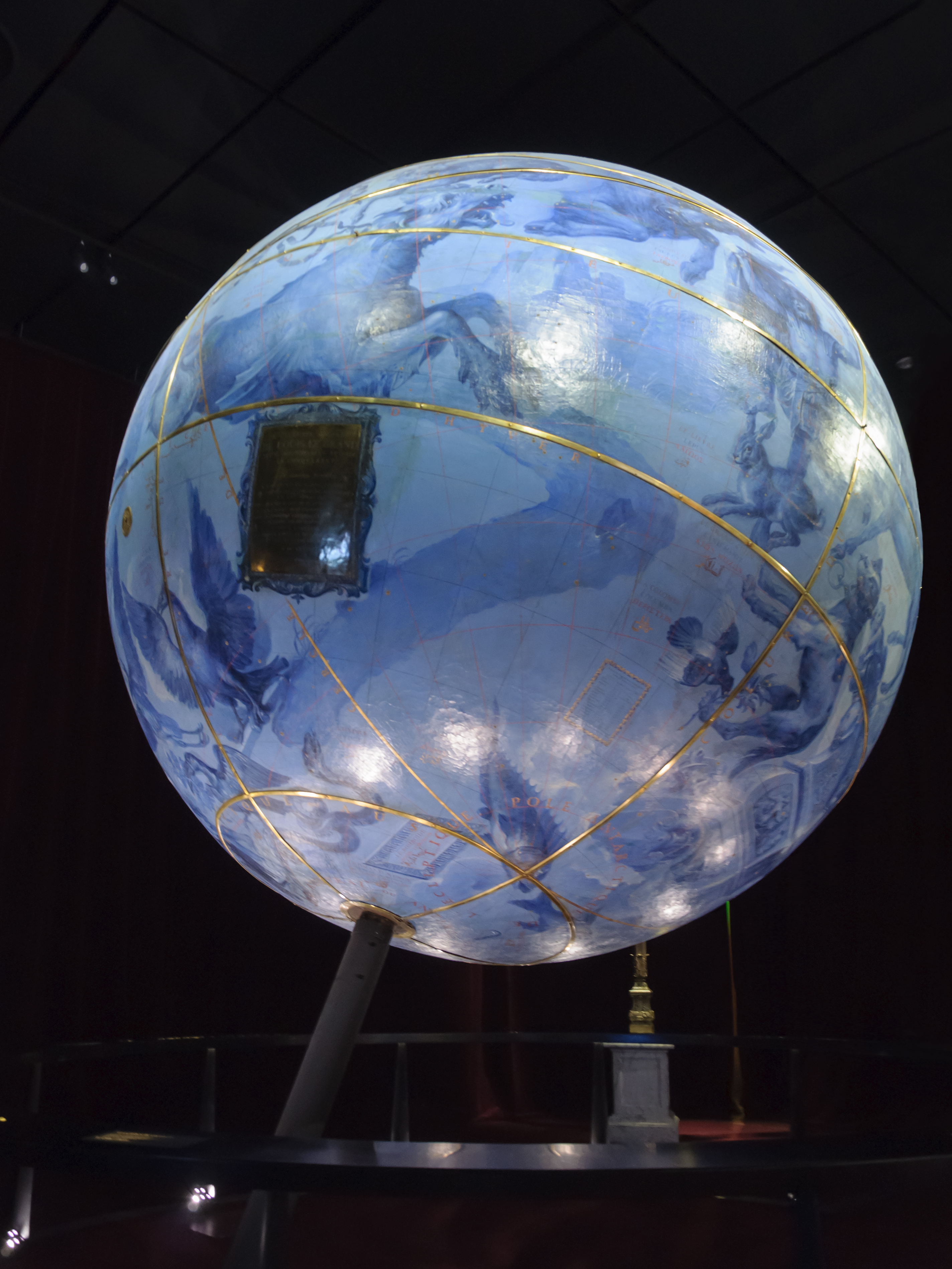
Quả cầu thiên thể do Coronelli làm cho Louis XIV của Pháp

Quả cầu thiên thể là mô hình cho thấy rõ vị trí của các ngôi sao trên bầu trời. Mặt Trời, Mặt Trăng và các hành tinh không được thể hiện do sự đa dạng về vị trí của chúng so với các ngôi sao. Tuy nhiên, Hoàng đạo vẫn được thể hiện.

## Lịch sử

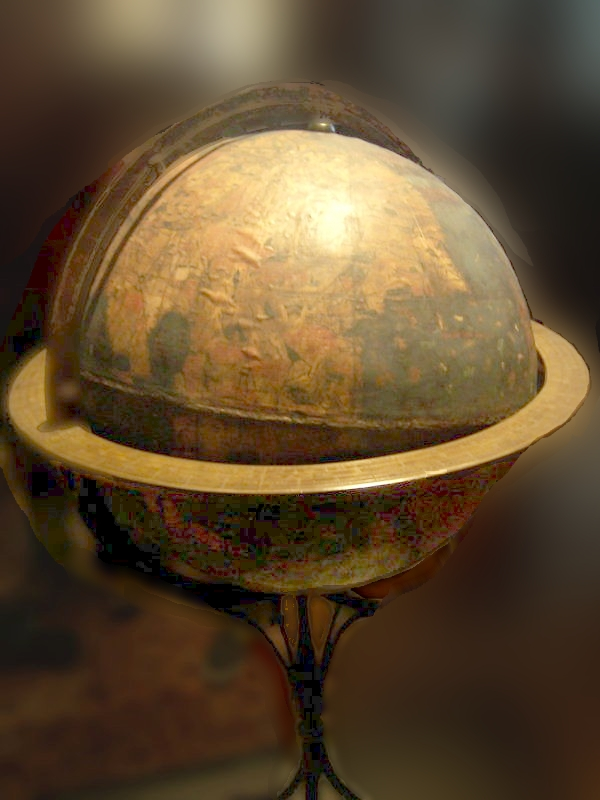
Quả địa cầu Erdapfel của Martin Behaim là quả địa cầu mặt đất cũ nhất còn tồn tại. Quả địa cầu này chưa thể hiện châu Mỹ. (Niên đại: 1491-1493, nơi trưng bày: Germanisches Nationalmuseum Nuremberg)

Nền thiên văn Hy Lạp đã cho rằng Trái Đất có hình cầu từ thế kỷ 3 trước công nguyên, và quả địa cầu mặt đất cổ xưa nhất cũng xuất hiện ở thời kỳ đó. Ví dụ sớm nhất về quả cầu kiểu này là quả địa cầu do Krates xứ Mallos ở Cilicia (nay là Çukurova thuộc Thổ Nhĩ Kỳ) tạo ra vào giữa thế kỷ 2 trước công nguyên.
Ngày nay con người không còn giữ được bất kỳ quả địa cầu mặt đất nào ra đời từ thời Cổ đại đến thời Trung cổ. Một ví dụ về quả cầu thiên thể còn tồn tại đến ngày nay là quả cầu trên bức tượng Farnese Atlas - trong đó thể hiện thần Atlas vác một quả cầu. Đây là bản sao của một bức tượng Hy Lạp cổ, có từ thế kỷ thứ 2 trước công nguyên và hiện đang trưng bày ở Bảo tàng Napoli, Ý.
Các quả cầu mặt đất đầu tiên thể hiện toàn bộ Cựu Thế giới được chế tác ở các nước Hồi giáo. Theo David Woodward, một ví dụ về quả cầu loại này là quả cầu do nhà thiên văn học người Ba Tư là Jamal ad-Din mang đến Bắc Kinh, Trung Quốc vào năm 1267.
Quả địa cầu mặt đất cổ nhất còn giữ được đến nay là quả cầu Erdapfel do Martin Behaim làm ra tại Nürnberg, Đức vào năm 1492, trên đó chưa thể hiện châu Mỹ. Quả địa cầu cổ nhất có thể hiện Tân thế giới là quả cầu làm bằng trứng đà điểu khoảng năm 1500. Một quả cầu "trông đặc biệt hiện đại" được Taqi al-Din ở Đài thiên văn Taqi al-Din Istanbul làm ra trong thập niên 1570.
Quả địa cầu thiên thể đầu tiên được đúc nguyên khối được chế tác bởi các nhà khoa học Mogul dưới sự bảo trợ của hoàng đế Jahangir.

## Sản xuất
Theo truyền thống, người ta sản xuất quả địa cầu bằng cách dán các giấy in bản đồ lên trên một khối cầu (thường làm bằng gỗ). Quả địa cầu hiện đại thường làm bằng nhựa nhiệt dẻo. Người ta in bản đồ thể hiện các bán cầu của Trái Đất lên các đĩa nhựa phẳng. Sau đó, người ta dùng máy ép khuôn đĩa nhựa này thành hình bán cầu rồi ghép hai bán cầu lại với nhau thành quả cầu hoàn chỉnh.
Quả địa cầu thường có trục nghiêng 23,5°, vừa khiến quả cầu dễ sử dụng vừa nhằm thể hiện góc nghiêng của Trái Đất so với mặt phẳng Hoàng đạo.

## Hình ảnh

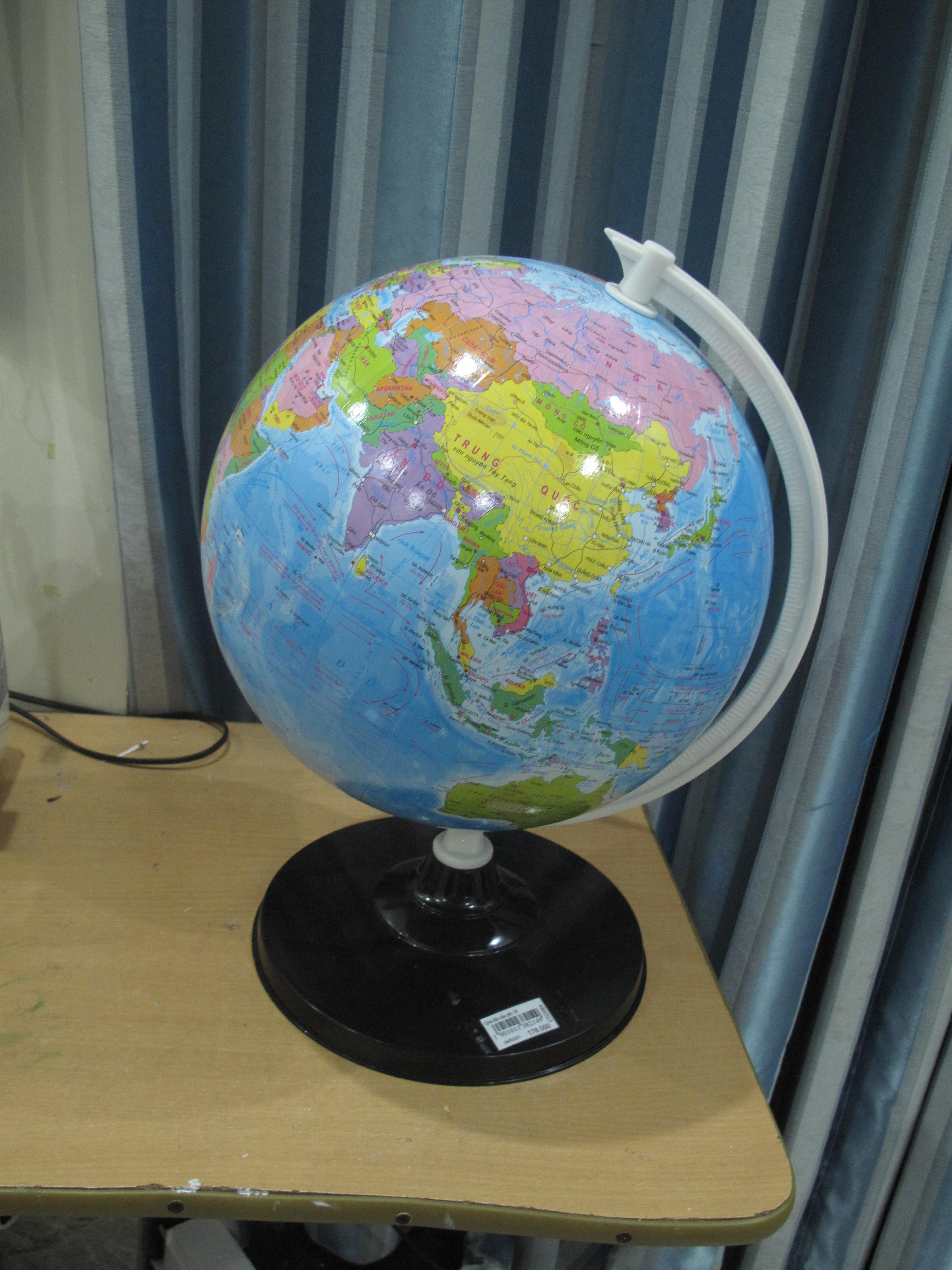
Một quả địa cầu do Việt Nam sản xuất